# WinRAR
WinRAR là phần mềm nén tập tin và dữ liệu do Yevgeny Roshal phát triển. Bản đầu tiên ra mắt là vào mùa thu năm 1993. Đây là một phần mềm thương mại.
WinRAR có thể tạo và xem lưu trữ ở định dạng tệp RAR hoặc ZIP, và giải nén nhiều định dạng tệp lưu trữ. Để cho phép người dùng kiểm tra tính toàn vẹn của lưu trữ, WinRAR nhúng các checksum CRC32 hoặc BLAKE2 cho mỗi tệp trong mỗi lưu trữ. WinRAR hỗ trợ tạo các lưu trữ được mã hóa, multi-part và tự giải nén.
WinRAR là một ứng dụng chỉ dành cho Windows. Tác giả cũng đã phát hành một ứng dụng Android có tên "RAR for Android".

## Đặc trưng
WinRAR có các đặc trưng sau:
- Tạo các tệp nén RAR hoặc ZIP được đóng gói.
- Giải nén các tệp lưu trữ ACE, ARJ, BZIP2, CAB, GZ, ISO, JAR, LHA, RAR, TAR, UUE, XZ, Z, ZIP, ZIPX, 7z, 001 (tách), cũng như tệp EXE chứa các định dạng lưu trữ này.[8][9]
- Có khả năng tạo ra các tập tin tự giải nén và các tập tin gộp.
- Có khả năng mã hóa (tùy chọn) với tiêu chuẩn AES 256-bit.[10]
- Nén và giải nén dùng CPU đa luồng
- Kiểm tra tính toàn vẹn (mã checksum) cho các tài liệu lưu trữ ACE, ARJ, BZIP2, CAB, GZ, BZIP2, RAR, XZ, ZIP và 7z.
- Hỗ trợ kích thước tệp tối đa 16  EiB, khoảng 1,8 × 10 19 byte hoặc 18 triệu TB
- Khả năng tạo file tự giải nén (đa khối lượng tài liệu lưu trữ tự giải nén được hỗ trợ;[11] trình tự giải nén có thể thực hiện các lệnh, chẳng hạn như chạy một chương trình cụ thể trước hoặc sau khi tự giải nén)[12]
- Hỗ trợ độ dài đường dẫn tối đa lên tới 2048 ký tự (được lưu ở định dạng UTF-8)
- Nhận xét lưu trữ tùy chọn (được lưu trữ ở định dạng UTF-8)
- Sao chép dữ liệu từ file nén.

## Giới hạn sử dụng
Phần mềm được phân phối là "phần mềm trả phí dùng thử"; nó có thể được sử dụng miễn phí trong 40 ngày.
Mặc dù độc quyền lưu trữ với định dạng RAR, RarLab cung cấp phần mềm miễn phí có bản quyền, mã nguồn C ++ của trình giải nén UnRAR hiện tại, với giấy phép cho phép sử dụng nó trong bất kỳ phần mềm nào, do đó cho phép người khác sản xuất phần mềm có khả năng giải nén, nhưng không tạo ra file lưu trữ RAR.
RAR for Android hoàn toàn miễn phí. Nó hiển thị quảng cáo; để bỏ quảng cáo cần trả một khoản tiền. Giấy phép cho WinRAR không cung cấp khả năng chặn quảng cáo cho RAR for Android.

## Bảo mật
Vào tháng 2 năm 2019, một lỗ hổng bảo mật lớn trong thư viện unacev2.dll được WinRAR sử dụng để giải nén tài liệu lưu trữ của ACE đã được phát hiện. Do đó, WinRAR đã bỏ hỗ trợ cho định dạng ACE từ phiên bản 5.7.
Lưu trữ tự giải nén được tạo với các phiên bản trước 5.31 (bao gồm cả trình cài đặt thực thi của chính WinRAR) dễ bị tấn công DLL: chúng có thể tải và sử dụng các tệp DLL có tên UXTheme.dll, RichEd32.dll và RichEd20.dll nếu chúng nằm trong cùng thư mục các tập tin thực thi.